# 개버즘단풍

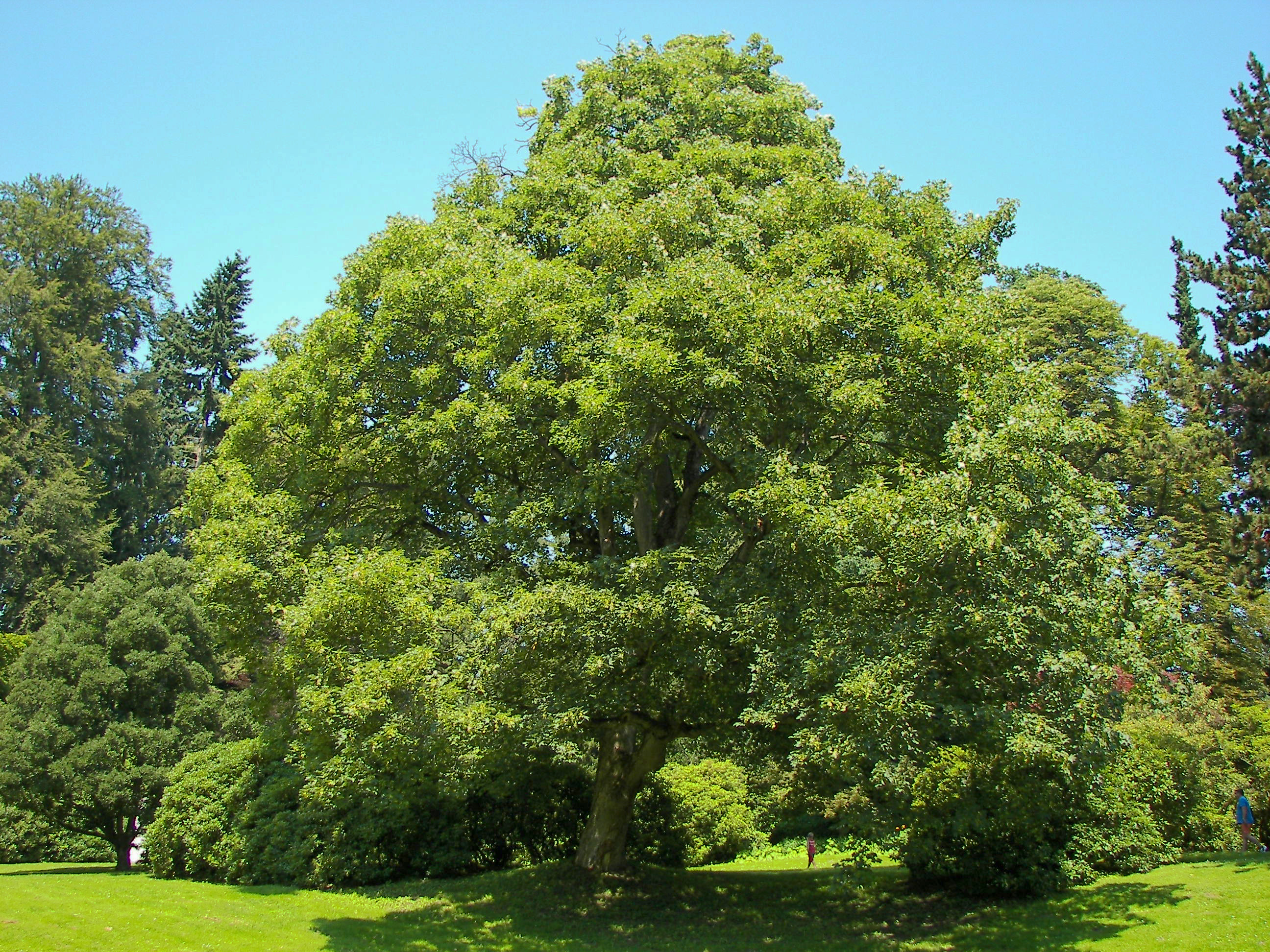

개버즘단풍나무(Acer pseudoplatanus, 브리튼 제도: sycamore, 미국: sycamore maple)는 무환자나무과에 속하는 속씨식물 종이다. 낙엽성의 잎이 넓은 대형 나무이며 바람과 연안 노출에 내성이 있다. 프랑스에서 동쪽으로 우크라이나, 터키 북부, 캅카스, 남쪽으로 스페인과 이탈리아 북부 산맥에 이르기까지 중앙유럽과 서아시아에서 자생한다.
개버즘단풍나무는 약 20~35미터 높이까지 자랄 수 있다. 나무껍질은 어릴 때 회색이고 부드럽다.
잎은 큰 편으로, 10~25센티미터 길이로 넓은 편이다. 과실의 지름은 5 ~ 10 mm (1⁄4 ~ 3⁄8 in)에 이른다.

## 저명한 표본
- Tolpuddle Martyrs' Tree
- Corstorphine Sycamore Tree
- Newbattle Abbey sycamore
- Clonenagh Money Tree
- 시카모어 갭 트리